# Rocourt (Vosges)
Rocourt korábbi község Franciaországban, Vosges megyében. Lakosainak száma 27 fő (2013). Rocourt Rozières-sur-Mouzon, Villotte és Tollaincourt községekkel határos.
2017. január 1-jén a korábbi Tollaincourt községgel egyesült és az így létrejött (azonos nevű) Tollaincourt új község része lett.

## Népesség
A település népessége az elmúlt években az alábbi módon változott:

| 2013 | 27 |